# Morowali (Regierungsbezirk)
Morowali ist ein Regierungsbezirk (Kabupaten) auf der indonesischen Insel Sulawesi. Der Bezirk ist Teil der Provinz Sulawesi Tengah (Zentralsulawesi) und liegt im äußersten Südosten der Provinz. Verwaltungssitz ist der Küstenort Bungku.

## Geographie
In der Rangfolge der Territorialfläche wird ein 8. Platz belegt mit einem Gebietsanteil von 7,28 Prozent.

### Lage und Ausdehnung
Der südlichste Regierungsbezirk der Provinz grenzt im Nordwesten an den Bezirk Morowali Utara, im Westen (auf ca. 95 km) an den Bezirk Luwu Timur (Provinz Sulawesi Selatan) sowie im Südwesten an Konawe und im Süden an den Konawe Utara, beide von der Provinz Sulawesi Tenggara (gesamte Grenzlänge ca. 110 km). Eine natürliche Grenze bildet im Osten die Tolobucht (indonesisch Teluk Tolo), ein Randmeer der Bandasee. Zum Bezirk gehören 44 Inseln. Von den 133 Dörfern haben 107 Zugang zum Meer, in drei Distrikten (Bungku Selatan, Bungku Pesisir und Sombori Kepulauan) hat jeder Ort einen Zugang zum Meer.

### Grenzpunkte
Der Regierungsbezirk Morowali liegt südlich des Äquators und hat folgende äußere Grenzpunkte:
| Richtung | Kode            | Kec.              | Desa               | Koordinaten         |
| -------- | --------------- | ----------------- | ------------------ | ------------------- |
| N        | 72.06.12.200700 | Wita Ponda        | Solonsa            | 02°08′58,19″ n. Br. |
| O        | 72.06.07.2001   | Menui Kepulauan00 | Terebino a)        | 123°10′55,17″ ö. L. |
| S        | 72.06.07.2001   | Menui Kepulauan   | Morompaitonga a)00 | 03°38′26,03″ s. Br. |
| W        | 72.06.12.2012   | Wita Ponda        | Ungkaya            | 121°26′16,49″ ö. L. |

## Verwaltungsgliederung
Der Bezirk gliedert sich seit 2023 in 10 administrative Distrikte (Kecamatan) mit 133 Dörfern (indonesisch Desa), von denen 7 als Kelurahan städtisch geprägt sind. Der jüngste Distrikt 72.06.20 Sombori Kepulauan mit dem Verwaltungssitz Tanjung Harapan ist nicht in der nachfolgenden Liste aufgeführt, da er erst nach der Volkszählung 2020 entstand. Auch in nebenstehender Karte wurde er noch nicht berücksichtigt.

Die Lage der Kecamatan im Kabupaten

| Code 1)  | Kecamatan Distrikt | Ibukota Verwaltungssitz | Fläche (km²) | Einw. Zensus 2010 2) | Volkszählung 2020 3) | Volkszählung 2020 3) | Volkszählung 2020 3) | Anzahl der Desa |
| Code 1)  | Kecamatan Distrikt | Ibukota Verwaltungssitz | Fläche (km²) | Einw. Zensus 2010 2) | Einw. 3)             | 0Dichte 4)0          | Sex Ratio 5)         | Anzahl der Desa |
| -------- | ------------------ | ----------------------- | ------------ | -------------------- | -------------------- | -------------------- | -------------------- | --------------- |
| 72.06.05 | Bungku Tengah      | Marsaoleh               | 725,57       | 27.774               | 29.302               | 40,4                 | 114,81               | 19 6)           |
| 72.06.06 | Bungku Selatan     | Kaleroang               | 403,90       | 17.273               | 13.914               | 34,4                 | 104,83               | 26              |
| 72.06.07 | Menui Kepulauan00  | Ulunambo                | 223,63       | 12.064               | 13.232               | 59,2                 | 100,21               | 24 7)           |
| 72.06.08 | Bungku Barat       | Wosu                    | 758,93       | 10.093               | 14.061               | 18,5                 | 115,36               | 10              |
| 72.06.09 | Bumi Raya          | Bahonsuai               | 504,77       | 11.488               | 14.524               | 28,8                 | 109,04               | 13              |
| 72.06.10 | Bahodopi           | Bahodopi                | 1.080,98     | 6.594                | 37.322               | 34,5                 | 181,08               | 12              |
| 72.06.12 | Wita Ponda         | Laantula Jaya           | 519,70       | 16.942               | 20.686               | 39,8                 | 108,59               | 9               |
| 72.06.15 | Bungku Pesisir     | Lafeu                   | 867,29       | -0                   | 6.625                | 7,6                  | 113,78               | 10              |
| 72.06.18 | Bungku Timur       | Kolono                  | 387,23       | -0                   | 12.061               | 31,1                 | 110,16               | 10              |
| 72.06    | Kab. Morowali      | Kab. Morowali           | 5.472,00     | 102.228              | 161.727              | 29,6                 | 122,91               | 126             |

## Geschichte

### Verwaltungsgeschichte
Durch das Gesetz Nr. 51 wurde 1999 der östliche Teil mit 8 Kecamatan aus dem Kabupaten Poso abgetrennt und als Kabupaten Morowali gebildet. Der „Mutterbezirk“ Poso gab hierbei 51,8 Prozent seines Territoriums (15.490,10 von 29.928,86 km²) und 40,9 Prozent der Bevölkerung (Zensus 2000: 160.797 von 393.562 Einw.) an den neuen Bezirk ab.
Intern erfolgten durch die Abtrennung von Dörfern die Bildung neuer Kecamatan, so:
- die Bildung der Kecamatan Witaponda und Bumi Raya mit jeweils 8 Dörfern aus dem Kec. Bungku Barat (Regionalverordnung PERDA: Peraturan Daerah Kabupaten Morowali Nomor 3 Tahun 2004),
- die Bildung des Kecamatan Bahodopi aus 12 Dörfern des Kec. Bungku Selatan,
- die Bildung des Kecamatan Bungku Pesisir aus 10 Dörfern des Kec. Bungku Selatan (PERDA 4/2011),
- die Bildung des Kecamatan Bungku Timur aus 10 Dörfern des Kec. Bungku Tengah (PERDA 7/2011).

2013 wurden neun nördliche gelegene (von 18 insgesamt) Kecamatan (mit 125 der 258 Dörfer) abgetrennt und zum neuen Kabupaten Morowali Utara (Nord Morowali) zusammengefasst. Morowali verlor dabei drei Viertel seines Territoriums (10.004,28 von 13.041,32 km²) und 39,2 Prozent seiner Bevölkerung (2012: 92.766 von 236.534 Einw.).
Als letzte territoriale Veränderung erfolgte Anfang 2023 die Bildung des „Inseldistrikts“ Sombori Kepulauan. Hierbei gab der Distrikt Menui Kepulauan 10 von 24 und der Distrikt Bungku Selatan 3 seiner 26 Dörfer ab. Diese 13 Dörfer hatten zum Zeitpunkt der Ausgliederung zusammen 5.284 Einwohner auf 267,78 km².

## Demographie
Neben indonesisch werden im Regierungsbezirk zwei indigene Sprachen gesprochen (Bungku und Bajo).
Morowali belegt unter den 13 Untereinheiten der Provinz Sulawesi Tengah bevölkerungsmäßig Rang 8 mit einem Anteil von 6,18 Prozent. Mit der Bevölkerungsdichte von 43,6 Einw. je km² wird Platz 9 erreicht, dies ist etwas niedriger als der Provinzwert von 52,3.

### Durchschnittswerte der administrativen Einheiten

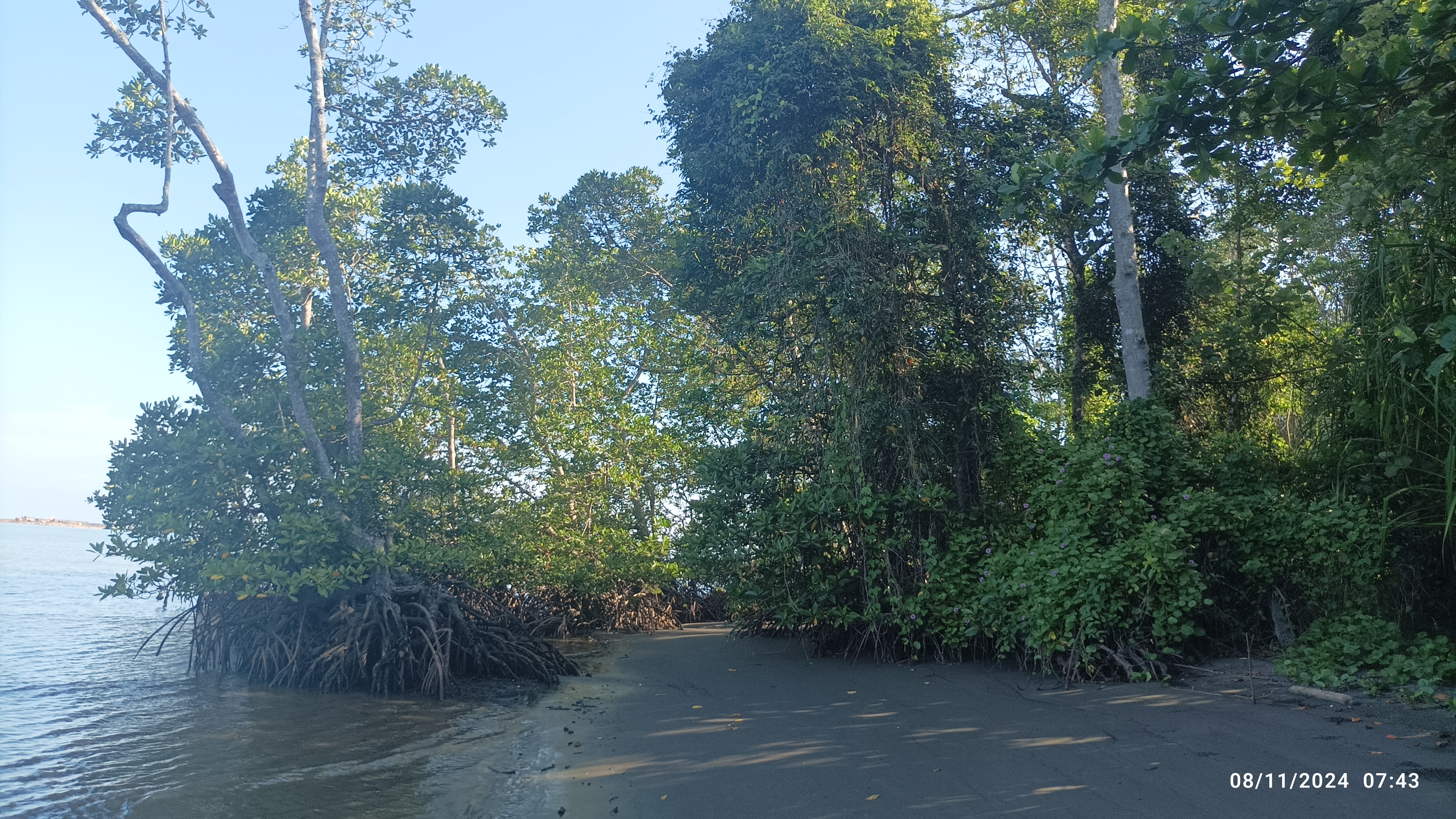
Mangrovenwald im Distrikt Wita Ponda

Für das Jahr 2024 wurden folgende Durchschnittswerte für Einwohnerzahl und Fläche (km²) für die Distrikte und die Dörfer ermittelt.
|                        | Kab. Morowali0 | Kab. Morowali0 | Prov. SULTENG0 | Prov. SULTENG0 |
| Einw.                  | Fläche         | Einw.          | Fläche         |                |
| ---------------------- | -------------- | -------------- | -------------- | -------------- |
| Pro Kecamatan          | 22.108         | 498,54         | 18.397         | 352,03         |
| Pro Desa + Kelurahan00 | 01.496         | 033,74         | 01.596         | 030,54         |

### Soziale Daten 2020
| Merkmal                                                             | Kab. Morowali | 0Prov. Sulawesi Tengah0 |
| ------------------------------------------------------------------- | ------------- | ----------------------- |
| Bevölkerung unterhalb der Armutsgrenze (Tsd.)00                     | 16,500        | 398,730                 |
| Anteil der „armen Bevölkerung“ (indonesisch Penduduk miskin) (%)000 | 13,430        | 12,920                  |
| Arbeitslosenrate (%)                                                | 4,360         | 3,180                   |
| Lebenserwartung bei der Geburt (Jahre)                              | 69,180        | 68,690                  |
| HDI-Index                                                           | 72,210        | 69,550                  |
| Analphabetenrate (in %, 15+ J.)                                     | 1,170         | 1,760                   |
| Anteil der Altersgruppen                                            | 0Real0        | 0Prozentual0            |
| Kinder (<15 J.)                                                     | 43.1070       | 26,650                  |
| arbeitsfähige Bevölkerung (15–64 J.)                                | 112.6750      | 69,670                  |
| Rentner und Pensionäre (>65 J.)                                     | 5.9450        | 3,680                   |

### Bevölkerungsfortschreibung nach Geschlecht

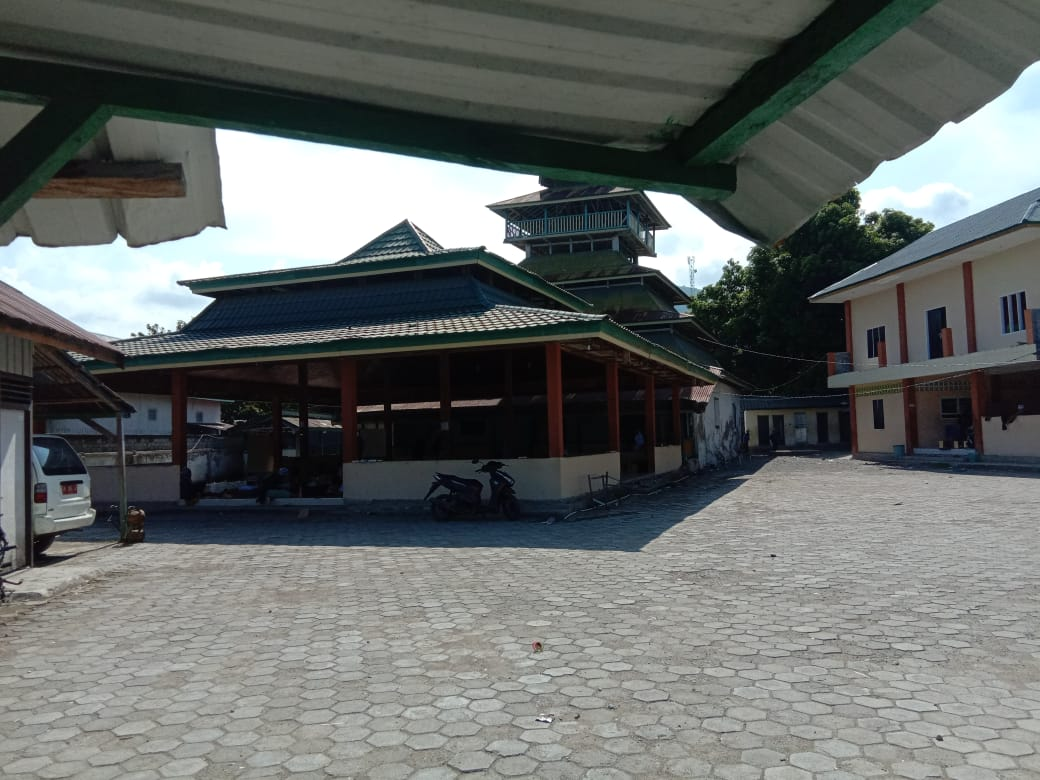
Die alte Moschee von Bungku

Die Tabelle gibt die durch die Zivilstandsbüros (Disdukcapil, indonesisch Dinas Kependudukan dan Pencatatan Sipil) veröffentlichten Fortschreibungsergebnisse zum Jahresende wieder.
| Jahr | Gesamt- Bevölkerung | Männer  | 00%00 | Frauen | 00%00 | Sex Ratio 5) |
| 2016 | 124.004             | 63.958  | 51,58 | 60.046 | 48,42 | 106,52       |
| 2017 | 137.897             | 73.387  | 53,22 | 64.510 | 46,78 | 113,76       |
| 2018 | 142.194             | 79.065  | 55,60 | 63.129 | 44,40 | 125,24       |
| 2019 | 147.308             | 81.849  | 55,56 | 65.459 | 44,44 | 125,04       |
| 2020 | 158.510             | 87.010  | 54,89 | 71.500 | 45,11 | 121,69       |
| 2021 | 166.585             | 90.632  | 54,41 | 75.953 | 45,59 | 119,33       |
| 2022 | 175.323             | 94.637  | 53,98 | 80.686 | 46,02 | 117,29       |
| 2023 | 183.957             | 99.072  | 53,86 | 84.885 | 46,14 | 116,71       |
| 2024 | 198.968             | 106.590 | 53,57 | 92.378 | 46,43 | 115,38       |

### Aktuelle Daten der Bevölkerungsfortschreibung
Nachfolgende Tabelle gibt den Einwohnerstand nach Geschlecht zur Volkszählung 2020, Ende 2022 sowie zum Jahresende 2024 wieder. Letztere resultieren aus den Ergebnissen der Fortschreibung durch die örtlichen Zivilstandsbüros (Disdukcapil, indonesisch Dinas Kependudukan dan Pencatatan Sipil).

| Kecamatan           | Zensus 2020 | Zensus 2020 | Zensus 2020 | Ende 2022 | Ende 2024 | Ende 2024 | Ende 2024 | Fläche km² | Bevöl kerungs dichte | Sex Ratio 5) |
| Kecamatan           | Insg.       | männl.      | weibl.      | Ende 2022 | Insg.     | männl.    | weibl.    | Fläche km² | Bevöl kerungs dichte | Sex Ratio 5) |
| ------------------- | ----------- | ----------- | ----------- | --------- | --------- | --------- | --------- | ---------- | -------------------- | ------------ |
| Bungku Tengah       | 29.302      | 15.661      | 13.641      | 29.715    | 36.385    | 19.081    | 17.304    | 615,82     | 59,08                | 110,27       |
| Bungku Selatan      | 13.914      | 7.121       | 6.793       | 13.672    | 14.869    | 7.629     | 7.240     | 75,15      | 197,85               | 105,37       |
| Menui Kepulauan     | 13.232      | 6.623       | 6.609       | 13.043    | 9.636     | 4.782     | 4.854     | 277,31     | 34,75                | 98,52        |
| Bungku Barat        | 14.061      | 7.532       | 6.529       | 14.185    | 21.064    | 11.767    | 9.297     | 407,03     | 51,75                | 126,57       |
| Bumi Raya           | 14.524      | 7.576       | 6.948       | 14.515    | 17.648    | 9.246     | 8.402     | 496,94     | 35,51                | 110,05       |
| Bahodopi            | 37.322      | 24.044      | 13.278      | 43.121    | 45.434    | 25.900    | 19.534    | 1.374,67   | 33,05                | 132,59       |
| Wita Ponda          | 20.686      | 10.769      | 9.917       | 20.604    | 23.664    | 12.381    | 11.283    | 491,59     | 48,14                | 109,73       |
| Bungku Pesisir      | 6.625       | 3.526       | 3.099       | 6.771     | 8.467     | 4.453     | 4.014     | 341,45     | 24,80                | 110,94       |
| Bungku Timur        | 12.061      | 6.322       | 5.739       | 12.284    | 15.341    | 8.037     | 7.304     | 406,93     | 37,70                | 110,04       |
| Sombori Kepulauan00 | –           | –           | –           | –         | 6.460     | 3.314     | 3.146     | –          | –                    | 105,34       |
| Kab. Morowali       | 161.727     | 89.174      | 72.553      | 167.910   | 198.698   | 106.590   | 92.378    | 4.486,89   | 44,28                | 115,38       |